# Élections législatives de 1877 en Charente
Les élections législatives de 1877 ont eu lieu les 14 octobre et 28 octobre 1877

## Députés élus
|   | Circonscription | Député sortant              |  | Groupe parlementaire | Député élu                  |  | Groupe parlementaire |
| - | --------------- | --------------------------- |  | -------------------- | --------------------------- |  | -------------------- |
| 1 | 1re d'Angoulême | Jean-Edmond Laroche-Joubert |  | Appel au peuple      | Jean-Edmond Laroche-Joubert |  | Appel au peuple      |
| 2 | 2e d'Angoulême  | Louis Alban Ganivet         |  | Appel au peuple      | Louis Alban Ganivet         |  | Appel au peuple      |
| 3 | Barbezieux      | Pierre Mathieu-Bodet        |  | Non inscrit          | Jules Jean-François André   |  | Appel au peuple      |
| 4 | Cognac          | Gustave Cunéo d'Ornano      |  | Appel au peuple      | Gustave Cunéo d'Ornano      |  | Appel au peuple      |
| 5 | Confolens       | André Duclaud               |  | Gauche républicaine  | André Duclaud               |  | Gauche républicaine  |
| 6 | Ruffec          | Louis Gautier               |  | Appel au peuple      | Louis Gautier               |  | Appel au peuple      |

## Résultats à l'échelle du département
| Partis         | Partis                             | Premier tour | Premier tour | Sièges |
| Partis         | Partis                             | Voix         | %            | Sièges |
| -------------- | ---------------------------------- | ------------ | ------------ | ------ |
|                | Bonapartistes                      | 52 674       | 58,98        | 5      |
|                | Républicains, Républicains modérés | 26 684       | 29,88        | 1      |
|                | Républicains radicaux              | 6 682        | 7,48         | 0      |
|                | Républicains conservateurs         | 2 371        | 2,65         | 0      |
|                |                                    |              |              |        |
| Inscrits       | Inscrits                           | 110 282      | 100,00       | 6      |
| Votants        | Votants                            | 90 062       | 81,67        |        |
| Abstentions    | Abstentions                        | 20 220       | 18,33        |        |
| Blancs et nuls | Blancs et nuls                     | 753          | 0,84         |        |
| Exprimés       | Exprimés                           | 89 309       | 99,16        |        |

## Résultats par arrondissement

### Arrondissement d'Angoulême

#### 1recirconscription
| Candidats      | Candidats                   | Étiquette          | Premier tour | Premier tour |
| Candidats      | Candidats                   | Étiquette          | Voix         | %            |
| -------------- | --------------------------- | ------------------ | ------------ | ------------ |
|                | Jean-Edmond Laroche-Joubert | Bonapartiste       | 9 190        | 60,68        |
|                | Guimberteau                 | Républicain modéré | 5 954        | 39,32        |
|                |                             |                    |              |              |
| Inscrits       | Inscrits                    | Inscrits           | 20 077       | 100,00       |
| Votants        | Votants                     | Votants            | 15 292       | 76,17        |
| Abstention     | Abstention                  | Abstention         | 4 785        | 23,83        |
| Blancs et nuls | Blancs et nuls              | Blancs et nuls     | 148          | 0,97         |
| Exprimés       | Exprimés                    | Exprimés           | 15 144       | 99,03        |

#### 2ecirconscription
| Candidats      | Candidats           | Étiquette           | Premier tour | Premier tour |
| Candidats      | Candidats           | Étiquette           | Voix         | %            |
| -------------- | ------------------- | ------------------- | ------------ | ------------ |
|                | Louis Alban Ganivet | Bonapartiste        | 9 158        | 57,82        |
|                | Jean Marrot         | Républicain radical | 6 682        | 42,18        |
|                |                     |                     |              |              |
| Inscrits       | Inscrits            | Inscrits            | 19 132       | 100,00       |
| Votants        | Votants             | Votants             | 15 912       | 83,17        |
| Abstention     | Abstention          | Abstention          | 3 220        | 16,83        |
| Blancs et nuls | Blancs et nuls      | Blancs et nuls      | 72           | 0,45         |
| Exprimés       | Exprimés            | Exprimés            | 15 840       | 99,55        |

### Arrondissement de Barbezieux
| Candidats      | Candidats                     | Étiquette                | Premier tour, | Premier tour, |
| Candidats      | Candidats                     | Étiquette                | Voix          | %             |
| -------------- | ----------------------------- | ------------------------ | ------------- | ------------- |
|                | Jules Jean-François André     | Bonapartiste             | 7 709         | 61,38         |
|                | Oscar Planat                  | Républicain conservateur | 3 271         | 26,04         |
|                | Étienne Gellibert des Seguins | Bonapartiste diss.       | 1 580         | 12,58         |
|                |                               |                          |               |               |
| Inscrits       | Inscrits                      | Inscrits                 | 15 244        | 100,00        |
| Votants        | Votants                       | Votants                  | 12 645        | 82,95         |
| Abstention     | Abstention                    | Abstention               | 2 599         | 17,05         |
| Blancs et nuls | Blancs et nuls                | Blancs et nuls           | 85            | 0,67          |
| Exprimés       | Exprimés                      | Exprimés                 | 12 560        | 99,33         |

### Arrondissement de Cognac
| Candidats      | Candidats              | Étiquette          | Premier tour | Premier tour |
| Candidats      | Candidats              | Étiquette          | Voix         | %            |
| -------------- | ---------------------- | ------------------ | ------------ | ------------ |
|                | Gustave Cunéo d'Ornano | Bonapartiste       | 9 911        | 56,26        |
|                | Delamain               | Républicain modéré | 7 704        | 43,74        |
|                |                        |                    |              |              |
| Inscrits       | Inscrits               | Inscrits           | 20 847       | 100,00       |
| Votants        | Votants                | Votants            | 17 762       | 85,20        |
| Abstention     | Abstention             | Abstention         | 3 085        | 14,80        |
| Blancs et nuls | Blancs et nuls         | Blancs et nuls     | 147          | 0,83         |
| Exprimés       | Exprimés               | Exprimés           | 17 615       | 99,17        |

### Arrondissement de Confolens
| Candidats      | Candidats        | Étiquette          | Premier tour | Premier tour |
| Candidats      | Candidats        | Étiquette          | Voix         | %            |
| -------------- | ---------------- | ------------------ | ------------ | ------------ |
|                | André Duclaud    | Républicain modéré | 7 765        | 53,78        |
|                | Adolphe Marchand | Bonapartiste       | 6 673        | 46,22        |
|                |                  |                    |              |              |
| Inscrits       | Inscrits         | Inscrits           | 18 201       | 100,00       |
| Votants        | Votants          | Votants            | 14 544       | 79,91        |
| Abstention     | Abstention       | Abstention         | 3 657        | 20,09        |
| Blancs et nuls | Blancs et nuls   | Blancs et nuls     | 106          | 0,73         |
| Exprimés       | Exprimés         | Exprimés           | 14 438       | 99,27        |

### Arrondissement de Ruffec
| Candidats      | Candidats      | Étiquette          | Premier tour | Premier tour |
| Candidats      | Candidats      | Étiquette          | Voix         | %            |
| -------------- | -------------- | ------------------ | ------------ | ------------ |
|                | Louis Gautier  | Bonapartiste       | 8 453        | 61,65        |
|                | Jean Lavallée  | Républicain modéré | 5 259        | 38,35        |
|                |                |                    |              |              |
| Inscrits       | Inscrits       | Inscrits           | 16 781       | 100,00       |
| Votants        | Votants        | Votants            | 13 907       | 82,87        |
| Abstention     | Abstention     | Abstention         | 2 874        | 17,13        |
| Blancs et nuls | Blancs et nuls | Blancs et nuls     | 195          | 1,40         |
| Exprimés       | Exprimés       | Exprimés           | 13 712       | 98,60        |